# Dzieje grzechu (film 1933)
Dzieje grzechu – polski film fabularny z 1933, ekranizacja powieści Dzieje grzechu (1908) Stefana Żeromskiego w reżyserii Henryka Szaro.

## Obsada
- Karolina Lubieńska – Ewa Pobratyńska
- Maria Dulęba – matka
- Ludwik Fritsche – ojciec
- Dobiesław Damięcki – Łukasz Niepołomski
- Bogusław Samborski – Pochroń
- Kazimierz Junosza-Stępowski – Płaza-Spławski
- Aleksander Żabczyński – Zygmunt Szczerbic
- Jan Kurnakowicz – Horst
- Józef Węgrzyn – paser
- Stanisław Stanisławski – ksiądz
- Jerzy Leszczyński – ginekolog
- Aleksander Zelwerowicz – chirurg
- Stefan Hnydziński – ziemianin
- Jadwiga Andrzejewska – kwiaciarka

Źródło.

### Role epizodyczne
- Kazimierz Justian
- Zbigniew Rakowiecki
- Ewa Kunina
- Stanisław Łapiński
- Józef Kondrat
- Aleksander Bogusiński
- Paweł Owerłło
- Stanisław Daniłowicz
- Helena Buczyńska

Źródło.